# Starburst Accelerator
Starburst Accelerator es la primera incubadora de empresas global dedicada a nuevas empresas en la industria aeroespacial.

## Descripción
Starburst Accelerator fue fundado en 2012 en París por el francés François Chopard, un ingeniero del École Supérieure d'Électricité (Supélec) que trabajó para varias firmas de consultoría estratégica. El objetivo del acelerador es crear enlaces entre nuevas empresas y jugadores de todo el mundo en este sector. El acelerador trabaja con Airbus, Boeing, la Administración Nacional de Aeronáutica y del Espacio (NASA), el Centro Nacional de Estudios Espaciales (CNES), General Electric, Raytheon, Safran, Thales, BAE Systems, aerolíneas como Air France o Lufthansa y fondos de inversión.
En comparación con BizLab, la incubadora de empresas de Airbus, que es una estructura interna del constructor de aviones, Starburst se basa en un modelo abierto. Para participar en los comités de selección de nuevas empresas candidatas, los principales grupos de socios pagan una tarifa anual de 100.000 a 250.000 dólares. Los comités de selección, compuestos por inversores y socios, se celebran regularmente en París, Los Ángeles, Río de Janeiro, Munich, Montreal o Singapur, para evaluar las soluciones de tecnología de inicio y su integración con Starburst Accelerator. Desde su creación, más de cien startups se han beneficiado de su programa de incubación.